# Mimoňský zámecký park
Mimoňský zámecký park je dnes městským, protože mimoňský zámek byl roku 1985 zbořen. Rozsáhlý, dobře udržovaný park, leží poblíž středu města, protéká jím řeka Ploučnice. Je chráněn jako kulturní památka České republiky.

## Historie
Po požáru zámku a mnoha budov ve městě v roce 1806 jeho tehdejší vlastníci hrabata Hartigové nechali opravit nejen zámek, ale zároveň upravili park do přibližně stávající podoby. František de Paula Hartig tak využil plochu dřívější bažantnice. Podle pramene Géronstère v belgických lázních Spa, kde se léčil, nechal upravit pramen i v parku. Stál u něj výletní altán a pomník římského básníka Horatia.

## Popis

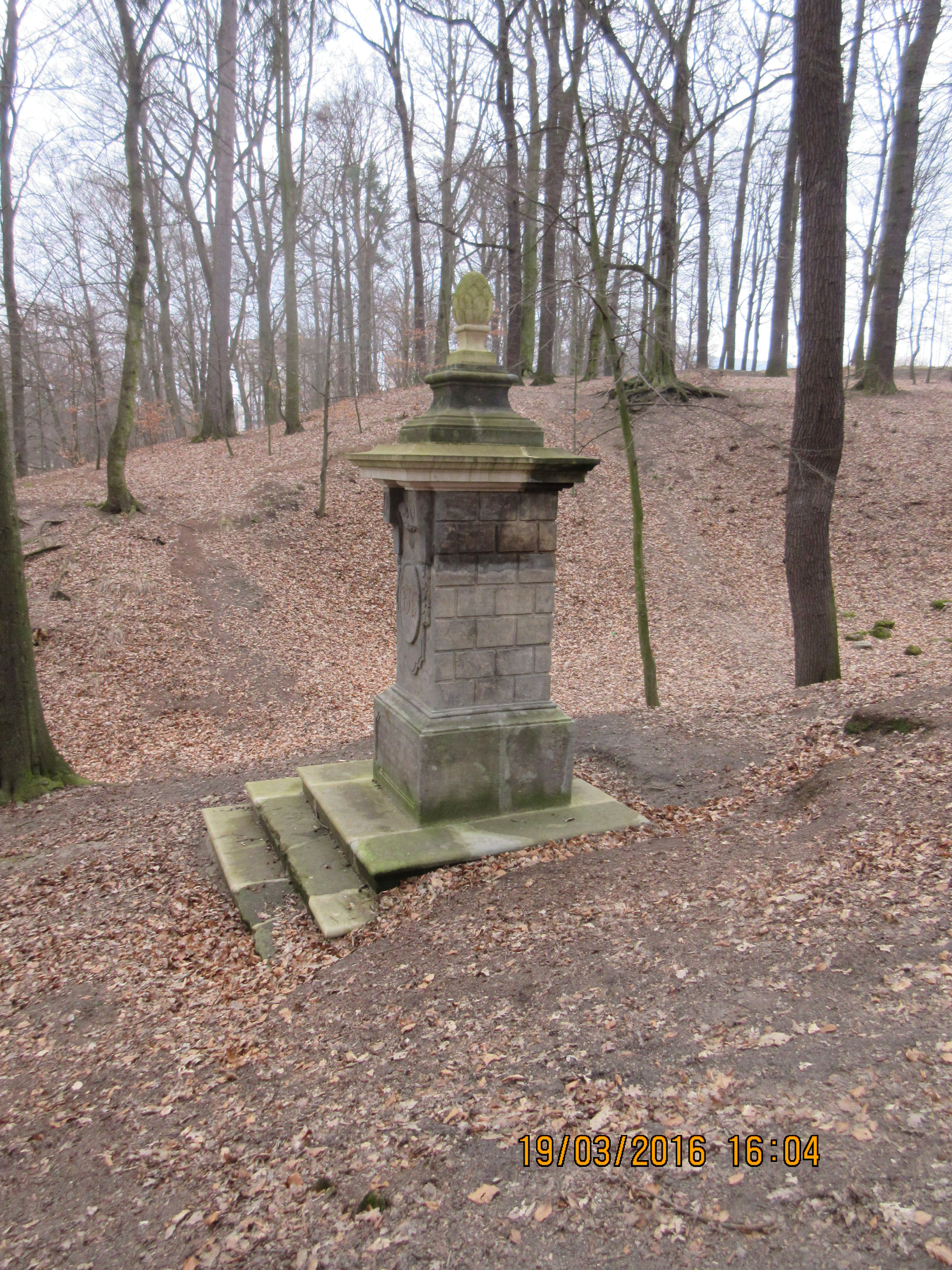
Pomníček v mimoňském zámeckém parku

Menší část parku, oddělená od části větší korytem řeky Ploučnice, tvoří jednu stranu náměstí 1. máje s parkovištěm. Zde stával zámek a v nevelkém pruhu zeleně na nábřeží je zachován a označený památný strom, zámecká lípa. Od města byl park v některých místech oddělen branami.
Zrenovovaný zámecký most přes Ploučnici poblíž jejího soutoku s Panenským potokem umožňuje přístup do větší části parku s rybníkem a mnoha palouky a lesním porostem. V době likvidace zámku po roce 1985 zde bylo evidováno 14 jehličnatých a 52 listnatých, mnohdy velice starých stromů. Za pozoruhodné byly označeny jedle plstnatoplodá, jalovec viržinský, převislá douglaska, javor jasanolistý, převislý jasan, dřezovec trojtrnný a dub letní.

## Památný most
Původně dřevěný zámecký (zvaný někdy lázeňský) most byl v 17. století nahrazen kamennou stavbou o délce 55 metrů s pěti vyzděnými pilíři. Most několikrát poškodily povodně. Poslední rekonstrukce byla provedena v letech 2009-2010 za dohledu pracovníků Národního památkového ústavu. Finanční prostředky byly získány od města i z dotačních fondů Evropské unie.
Most je součástí lokality spolu s prameništěm a branou v ohradní zdi od roku 1958 státem chráněné kulturní památky 53738/5-3132, z níž byl zámek před zbouráním vyškrtnut.